# Гармашов, Александр Борисович
Александр Борисович Гармашов (род. 8 февраля 1960, Грозный, СССР) — советский и российский футболист, российский футбольный тренер.

## Карьера

### Клубная
Начал заниматься футболом в городе Моздок.

### Тренерская
В 1998—2003 годах был главным тренером тольяттинской «Лады», в которой в качестве игрока, тренера и руководителя клуба провёл 15 лет. В ноябре 2002 года возглавлял выигравшую турнир «Надежда» сборную первого дивизиона.
Являлся генеральным директором и главным акционером ФК «Лада» Тольятти. В 1990-х годах за нецелевое использование средств, выделенных на команду, получил условный срок и запрет в течение трёх лет занимать руководяще-административные посты в футбольных клубах.
В феврале 2004 года начал тренировать новороссийский «Черноморец», выступавший в первом дивизионе. В 2014 году создавал футбольный клуб «Керчь».
Зять Виктора Энса, являвшегося генеральным директором ВАЗа.